# Centrum Kosmiczne Johna F. Kennedy’ego
Centrum Kosmiczne Johna F. Kennedy’ego  (ang. John F. Kennedy Space Center, KSC) – kosmodrom amerykańskiej agencji kosmicznej NASA, położony na przylądku Canaveral w stanie Floryda, miejsce startów załogowych statków kosmicznych.

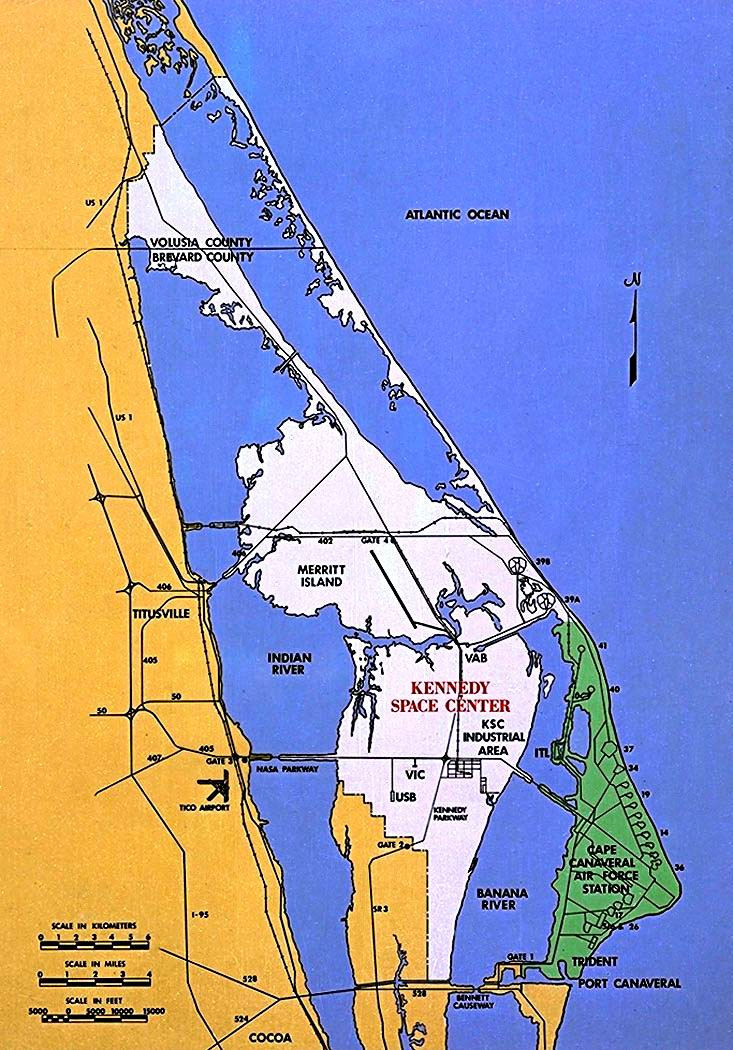
Mapa KSC (na biało) i Cape Canaveral Air Force Station (na zielono)

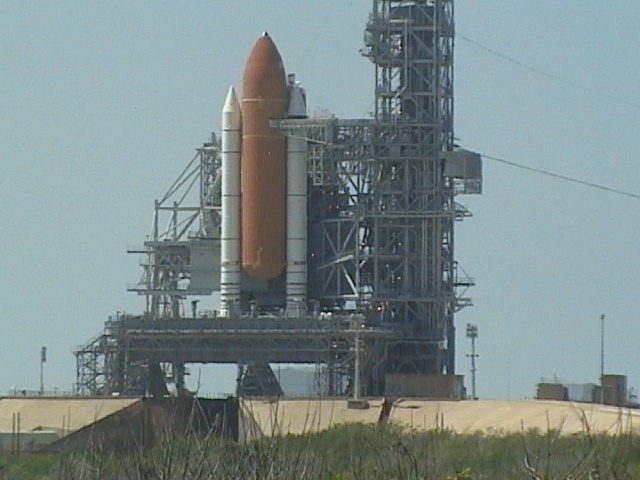
Wyrzutnia 39A z zespołem promu Atlantis misji STS-117 (widok z tyłu) 28 maja 2007

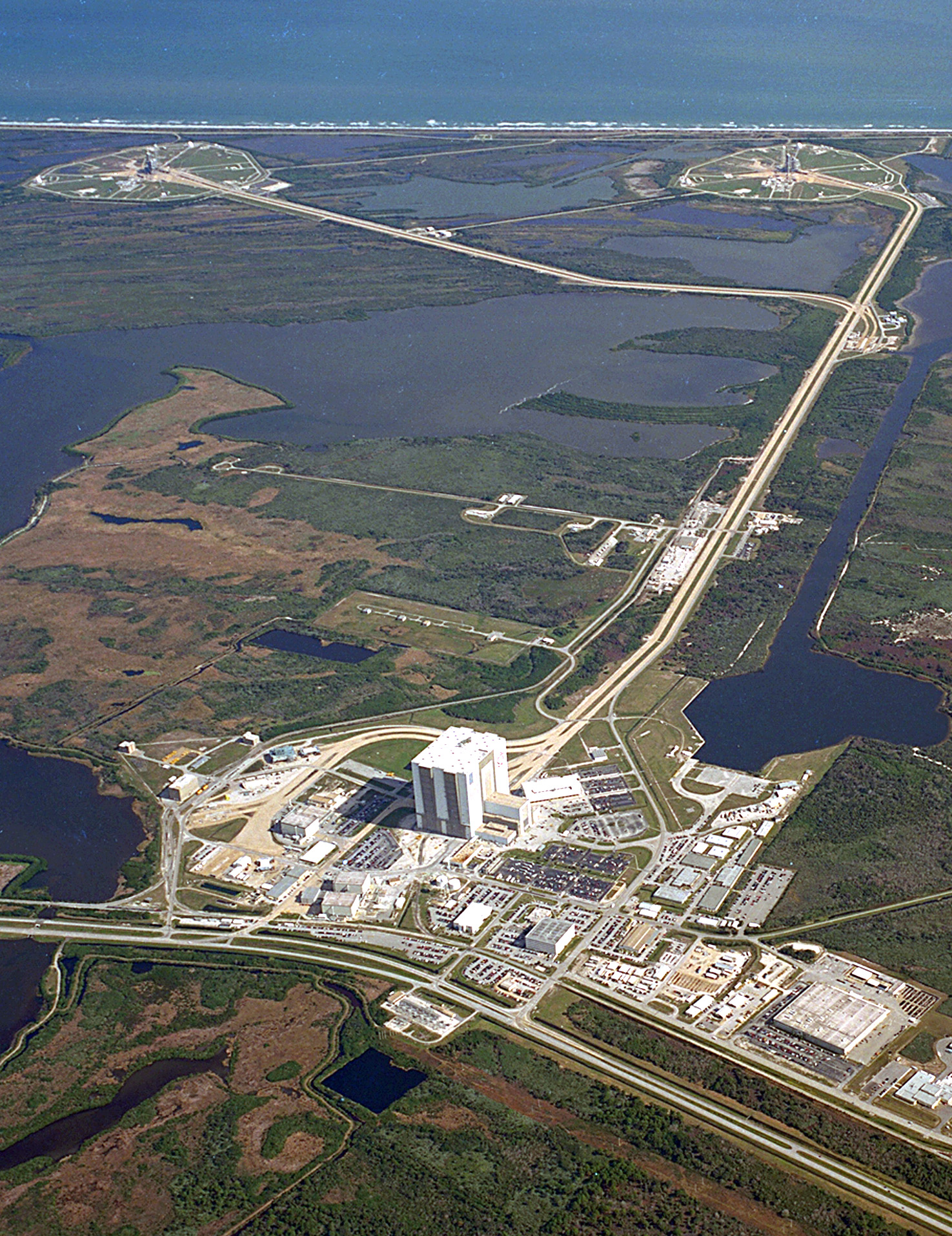
Kompleks startowy 39 z lotu ptaka, w oddali widać stanowiska startowe 39A (z prawej) i 39B (z lewej)

## Obiekt
Centrum lotów kosmicznych znajduje się na przylądku Canaveral w stanie Floryda. Zajmuje powierzchnię 567 km², tworząc w przybliżeniu prostokąt o wymiarach 50 na około 10 km. Obok swej głównej funkcji portu kosmicznego, pełni także rolę atrakcji turystycznej i rezerwatu przyrody. Kontrolę nad procedurami startowymi pełni kompleks 39, którego główny element tworzy hangar VAB, budynek na tyle potężny, by móc dokonywać tam operacji łączenia ze sobą elementów systemu STS – Space Transportation System.
KSC sąsiaduje z kosmodromem Cape Canaveral Space Force Station należącym do Departamentu Obrony Stanów Zjednoczonych.

## Historia
Historia KSC sięga początków lat 60. XX wieku i jest związana z zainicjowaniem amerykańskiego programu lotów załogowych. Pierwotnie kosmodrom nosił nazwę Launch Operations Directorate (LOD) i podlegał on Centrum Lotów Kosmicznych imienia George’a C. Marshalla (MSFC). W lipcu 1962 roku wyodrębniono LOD jako jednostkę równorzędną z MSFC, podległą bezpośrednio centrali NASA w Waszyngtonie oraz zmieniono jego nazwę na Launch Operations Center. Pierwszym dyrektorem centrum został dr Kurt H. Debus. 29 listopada 1963, dla uczczenia pamięci zamordowanego w zamachu prezydenta, kosmodrom przemianowano na Centrum Kosmiczne Johna F. Kennedy’ego (ang. John F. Kennedy Space Center, w skrócie KSC).
W latach 60. i 70. XX wieku z KSC startowały m.in. rakiety Saturn V programu Apollo, a po jego zakończeniu zmodyfikowano istniejącą infrastrukturę na potrzeby programu STS. W szczytowym okresie amerykańskiego programu kosmicznego było tu zatrudnionych około 17 tysięcy pracowników. Zakończenie programu wahadłowców w 2011 oznaczało, iż bieżąca działalność kosmodromu zostaje tymczasowo ograniczona do misji bezzałogowych, w związku z czym zredukowano zatrudnienie do 8500 osób.

## Przyszłość
Centrum Kosmiczne Johna F. Kennedy’ego pozostaje w planach głównym ośrodkiem obsługi przyszłych misji załogowych, w tym również przeprowadzanych przez przedsiębiorstwa prywatne. Stanowisko startowe 39B jest przebudowywane, by móc obsłużyć starty ciężkich rakiet Space Launch System, które będą wynosić w kosmos załogowe statki Orion.